# Watford High Street
Watford High Street – stacja kolejowa w Watford w hrabstwie Hertfordshire w południowej Anglii, leżąca na linii Watford DC Line. W latach 1917–82 była równocześnie stacją metra londyńskiego, a dokładniej Bakerloo Line. Obecnie jedynym obsługującym ją przewoźnikiem jest London Overground. Stacja należy do systemu londyńskiej komunikacji miejskiej, w ramach którego jest zaliczana do ósmej strefy biletowej. W roku statystycznym 2021/2022 skorzystało z niej ok. 1 064 070 pasażerów.

## Galeria

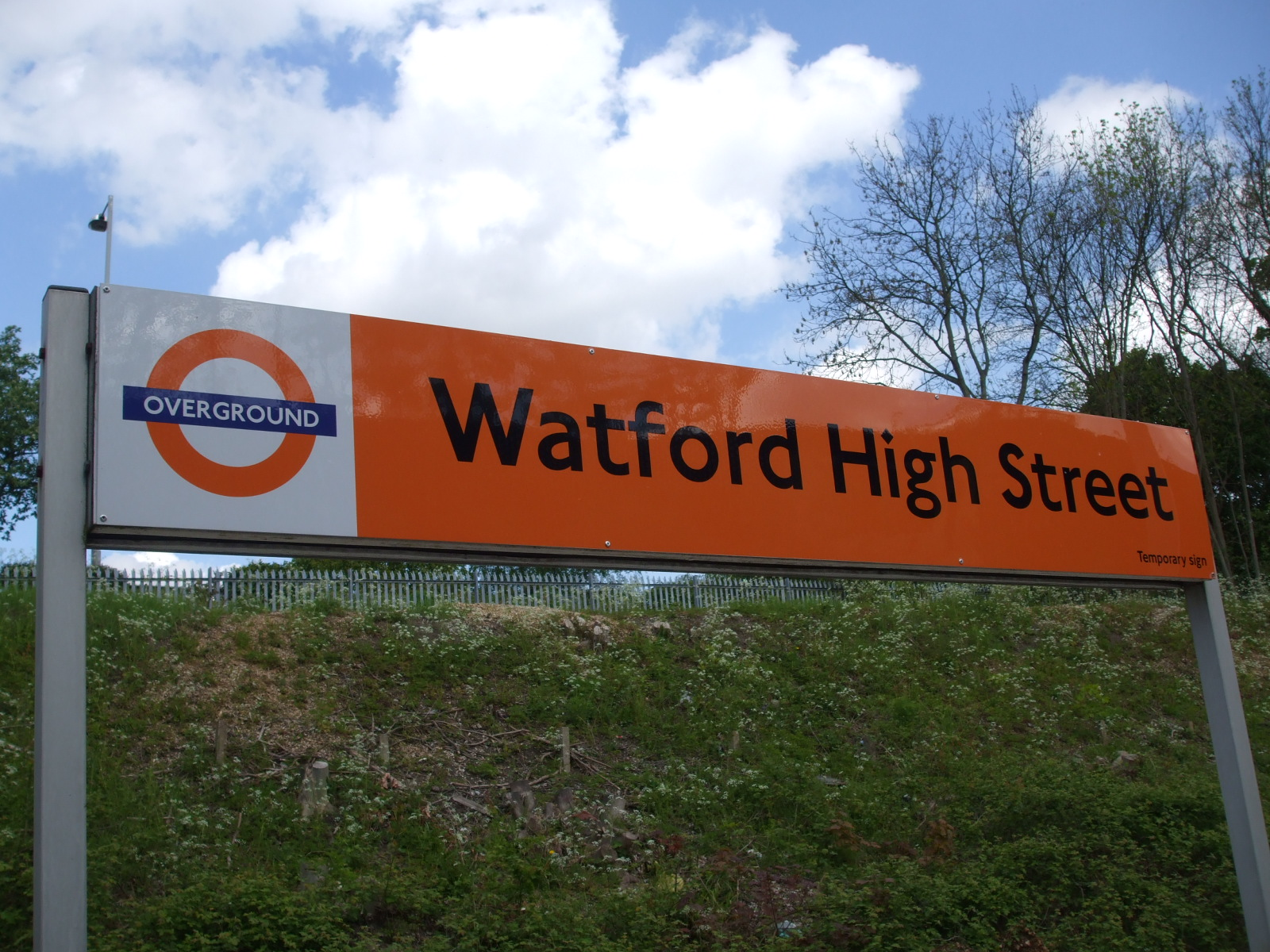
Tablica z nazwą stacji w barwach London Overground
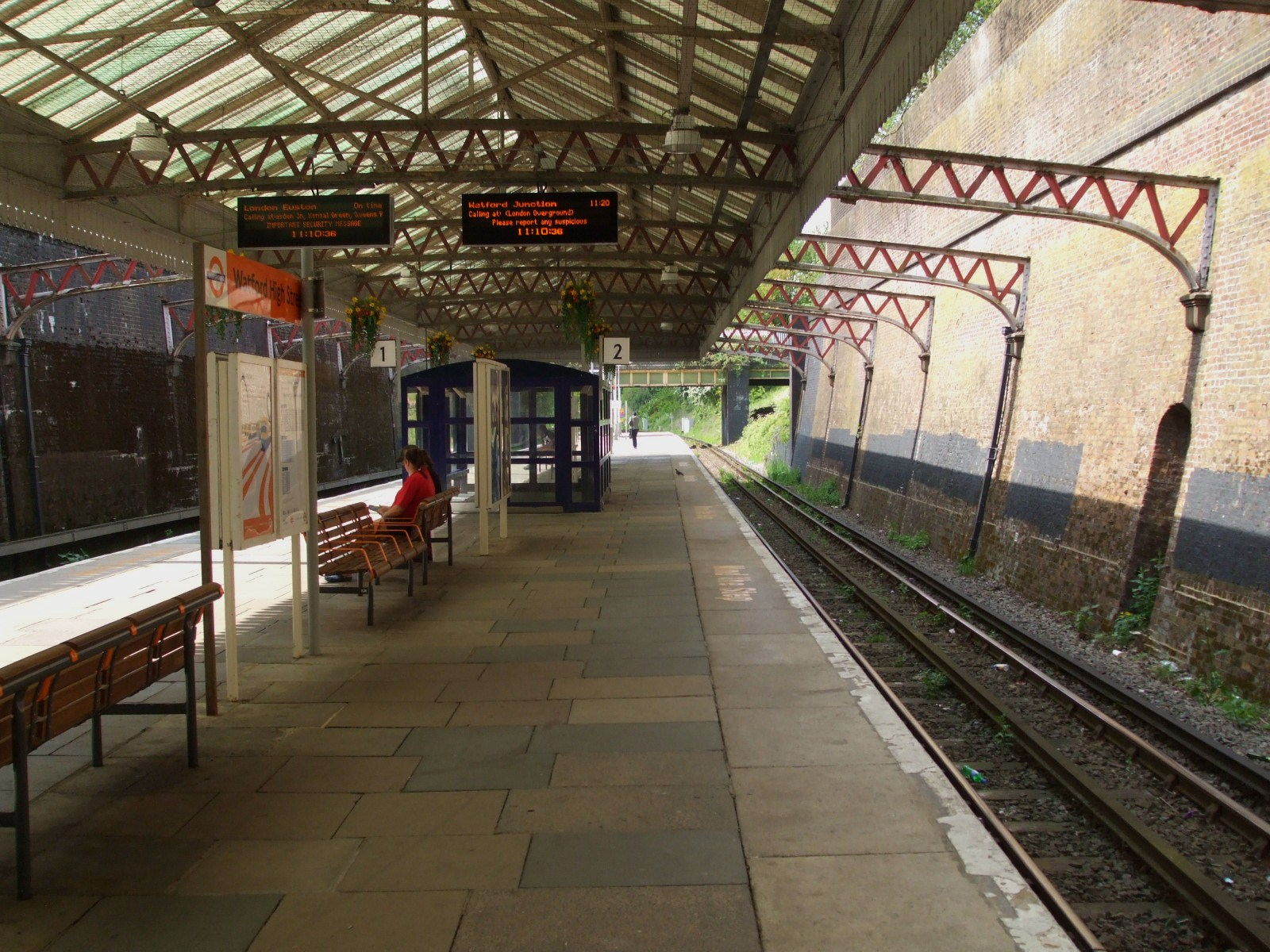
Zadaszona część peronu
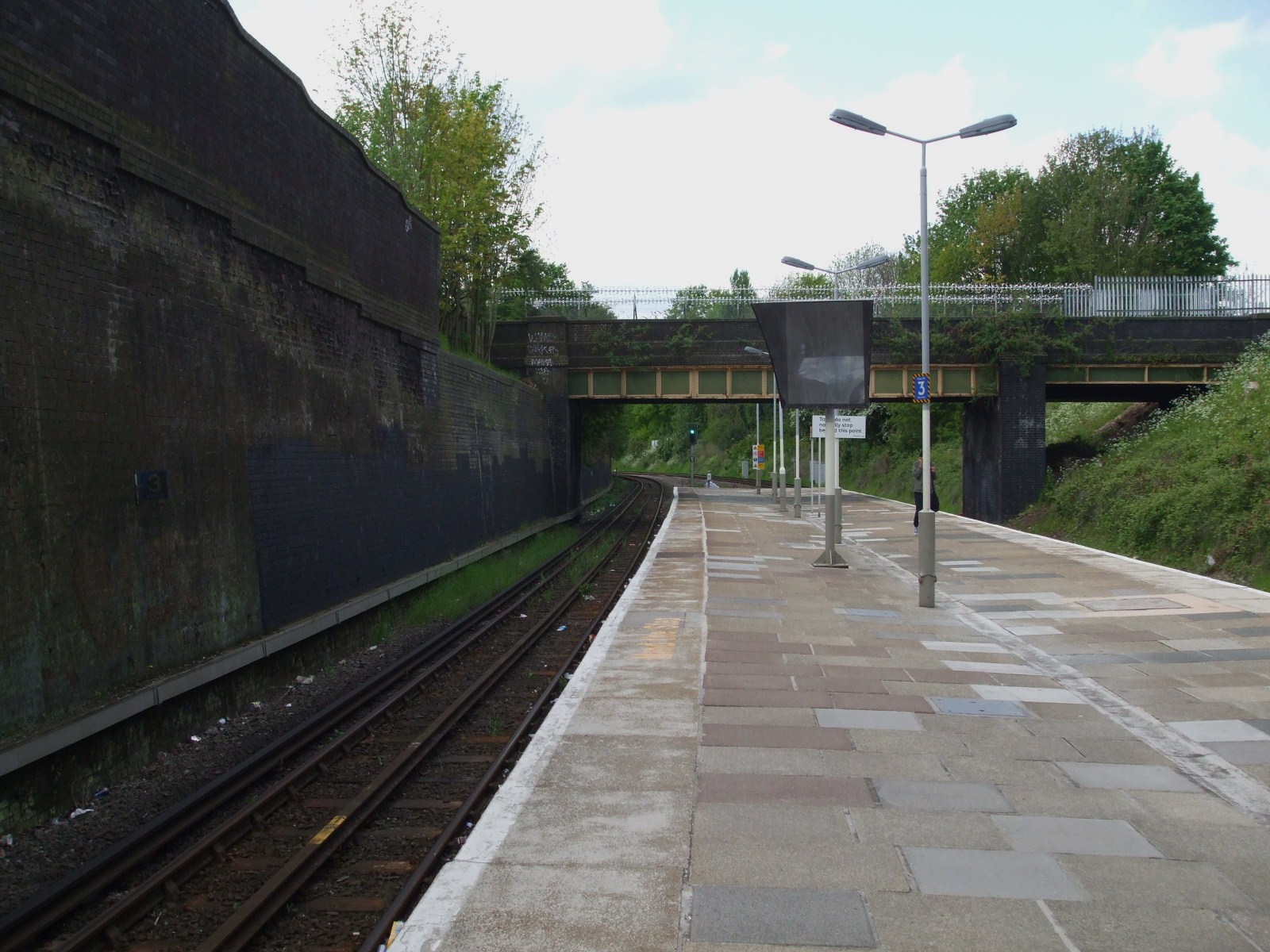
Odkryta część peronu